# Vízvári László
Vízvári László, szerzetesi neve: Páduai Szent Antalról nevezett László (Szeged, 1919. szeptember 17. – Budapest, 2003. szeptember 20.) piarista szerzetes, biológia-földrajz szakos tanár, UNIMA-diplomával elismert bábművész, az Aurora és Astra bábegyüttesek alapítója és vezetője.

## Fiatalkora
Édesapja, Vízvári Ernő mérnök volt, a szegedi városháza városrendezési osztályán dolgozott. Első feleségének halála után, 1918-ban vette feleségül a nála 25 évvel fiatalabb, akkor 19 éves Prágai Juliannát, egy régi szegedi hajós család lányát. Ő nevelte férje első házasságából származó fiait, Vízvári Ernőt és Róbertet is, akiket mostohaanyjuktól született kisöccsük, László rajongva szeretett. Ő maga mindig is szeretett „mesterkedni”. Szegedi házuk nagy udvarán kis deszkaházat épített magának és barátainak, és nyaranta ott játszottak. Édesanyja vallásos, templomjáró asszony volt, ennek révén ismeretségbe került Glattfelder Gyula csanádi püspökkel is, aki egyszer megjegyezte, hogy „remélem a három fiúból egyik pap lesz”. Ettől fogva legkisebb fiát kifejezetten papnak nevelte. „Én magam nem éreztem különös elhivatottságot a papságra. A körülmények úgy hozták, hogy erős akaratú anyám kívánsága mellett fel sem merülhetett a gondolat, hogy esetleg más is lehetnék.” – emlékezett később. Így, míg a két nagyobbik Vízvári fiú a Klauzál Gábor Gimnáziumban érettségizett, László 1929-től a szegedi piaristák diákja lett.
Az első két osztályt Rassovszky Gyula osztályfőnöksége alatt végezte, de korán jelentkező szívpanaszai miatt a 2. osztályból kimaradt, ezt meg kellett ismételnie. Az ismételt 2. osztályban Wolf Miklós, harmadikban Polcsik Lénárd, negyedikben ismét Wolf Miklós voltak osztályfőnökei, a felső tagozaton pedig négy éven át Tárkányi Ferenc. Szinte mindvégig a legjobb tanulók közé tartozott, VII. osztályosként a Mária Kongregáció asszisztense és alkönyvtárosa, VIII. osztályosként pedig prefektusa (diák-vezetője) és főkönyvtárosa volt. A VII-VIII. osztályokban franciául is tanult. Gyurkovics Árpád, a civil francia tanár, „hallatlan udvarias velünk, és ez nagyon imponált […] magázott bennünket, és […] emiatt nagyon megtanultam a franciát, és szerettem is őszintén szólva” – emlékezett később.
Példaképként tekintett piarista hittanáraira, főként Weiner Ferencre (V-VI. osztály), valamint Albert Istvánra (VII-VIII. osztály), akik egyben a Mária Kongregáció prézesei (tanár-vezetői) voltak, de nagy hatással volt rá a város közismert alakja, Révai József, aki németre tanította, illetve VII. osztályos korában, 1936/1937-ben a Mária Kongregációt is vezette. Weiner Ferencnek, akit „modora és sokoldalúsága miatt rajongásig szeretett” be is vallotta tervét, hogy piarista szeretne lenni, de az – „mivel sok áthelyeztetése miatt igen keserű hangulatban volt” – inkább lebeszélte róla. Ennek ellenére érettségi után, 1938-ban belépett a piarista rendbe. Osztályából hárman lettek piaristák, köztük a későbbi szegedi hittanár és felsővárosi plébános, Kovács Mihály (piarista hittanár), akivel IV.-től kezdve osztálytársak és éltanulók voltak.
Az egyéves váci noviciátus után 1939-ben a rend Kalazantinum főiskoláján kezdte meg teológiai tanulmányait. Mivel kiválóan rajzolt (a szegedi gimnáziumban Dorogi Imre művésztanárnál tanult művészi rajzot), szeretett volna rajztanár lenni. Ezt azonban a piarista elöljárók soha, senki másnak sem engedélyezték, mivel a főiskolán aktot is kellett rajzolni, amit a klerikusi státusszal összeegyeztethetetlennek tartottak. Szívesen lett volna francia szakos tanár is, de mivel a háború miatt nem volt mód arra, hogy Franciaországban tanuljon (amely az előző években a piarista rendben a nyelvtanárnak készülők között gyakorlattá vált), inkább a biológia és földrajz szakokra küldték. Később hivatását és pályaválasztását így összegezte: „rajtam is teljesült a krisztusi szó: »Nem ti választottatok engem, hanem én választottalak titeket«” (Jn 15, 15).
Az egyetemen 1943. május 28-án tette le az alapvizsgát, majd 1945 júliusában a szakvizsgát földrajz és természetrajz szakon. Eközben 1943. szeptember 12-én szerzetesi örökfogadalmat tett, és 1944. október 15-én a budapesti piarista kápolnában boldog Meszlényi Zoltán esztergomi segédpüspök pappá szentelte – miközben az Eskü téren a német titkosszolgálat éppen a „Mickey Mouse hadműveletet” , az ifjabb Horthy Miklós elrablását hajtotta végre. A következő hónapokban, Budapest szovjet ostroma idején, mint VI. éves teológus hallgató, piarista növendéktársaival együtt a budai Szent János Kórházban teljesített vöröskeresztes szolgálatot, ahol a szülészeten takarított, betegeket szállított, ételt osztott, tűzoltóparancsnok volt, sőt még nadrágokat is varrt az orosz katonáknak.

## Pap és tanár

### Debrecenben (1945–1948)
A háború után, 1945 szeptemberében a debreceni piarista gimnáziumban kezdte meg tanári pályáját, ahol a bombázások és az épületek orosz megszállása miatt eleinte igen nehezek voltak a körülmények, viszont a fiatal, lelkes tanári kar számos új kezdeményezésbe fogott, a falusi fiúk diákotthonától a kiscsoportos közösségek megszervezéséig. Földrajzot, természetrajzot és hittant tanított, valamint osztályfőnök is volt, méghozzá 1945/1946-ban a gimnáziumi 5. osztályban (14–15 évesek), majd pedig (az 1946-tól bevezetett új rendszer szerint) egy-egy általános iskolai 5. osztályban (10–11 évesek). Így három év alatt három osztályt vezetett. Eközben szerezte meg földrajz–természetrajz szakos tanári oklevelét, miután 1946. szeptember 17-én levizsgázott a Debreceni Tanárvizsgáló Bizottság előtt.
Részt vállalt a cserkészcsapat vezetésében is, és mivel mindig is jól rajzolt és ügyesen bánt a legkülönfélébb szerszámokkal, itt kezdett bábszínházzal foglalkozni. A bábszínház az 1930-as évek óta része volt a magyar cserkészetnek, mint olyan módszer, amellyel az idősebb cserkészek nemcsak gyakorlati ügyességre tehetnek szert a bábok készítése közben, hanem egyúttal szórakoztathatják is a kisebbeket. A kezdeményezők egyike éppen Vízvári László hittanára, Weiner Ferenc volt, aki 1929/1930. telén a sátoraljaújhelyi piarista gimnázium cserkészcsapatának parancsnokaként rendezett előadásokat. Szélesebb körben a bábjátékot A. Tóth Sándor pápai rajztanár terjesztette el. Vízvári László is az ő egyik írásával találkozott a Magyar Cserkész egyik számában: Építsünk bábszínházat! „Tetszett az ötlet. Már akkor volt műhelyem, esztergapadom, és a gimnázium pincéjében elkezdtünk bábszínházat fabrikálni, mindig újabbat, újabb és jobb lehetőségekkel.”
A bábszínház építésében és működtetetésében elsősorban első debreceni osztályának tagjai vettek részt, akik 1945-ben 14 évesek voltak, és akiknek egyúttal cserkészvezetőjük volt. A Sárkány őrs tagjaival mesejátékokat adtak elő az iskola pincéjében. Első darabjuk Arany János Rózsa és Ibolya című meséjének feldolgozása volt. Az akkori hiperinflációs időben, 1946 tavaszán (a forint bevezetése előtti hónapokban) a belépődíj egy tojás volt, amelyet részben már előadás előtt, nyersen megittak, „hogy jobb legyen a hangjuk” a többit pedig a közeli cukrászdában süteményre cserélték. Itt érezte meg először, hogy „a művészi igényű bábjáték komplex művészet: az irodalom, a képzőművészet, zene, tánc, beszédtechnika is összetevői. Azon kívül a terveket meg is kell valósítani, sajátos technológiával.”
Az első év után, 1946 őszétől komolyabb munkába kezdtek. A gimnázium második emeletén kaptak helyet a műhely és egy komolyabb színpad számára. Az esztergapad mellé kölcsönképpen gyalupadot is szereztek, és szalagfűrészt vettek, mivel vállalták, hogy az iskola számára felvágják a tűzifát, illetve fogasokat készítenek. A szerszámokkal két hónapi munkával elkészült a szétszedhető bábszínház, amelyen alul árnyjátékot is lehetett játszani. Második darabjuk, a Csodafazék, árnyjáték volt, majd pedig Petőfi Sándor János vitéz című elbeszélő költeményét állították bábszínpadra. Ennek díszleteit Bánszki Tamás és Rimóczy József rajztanárok tervezték, sőt festették. Kesztyűbábokat használtak, amelyeknek fejét külön, a másik kézzel lehetett mozgatni. Testüket a bábosok lánytestvérei varrták. A sárkány cigarettafüstöt okádott, amelyet egy „titkon” cigarettázó diák állított elő. Az óriás szerepében az egyik cserkészfiú, Morvai Ottó bújt be a színpadra. A darabokat folyamatosan játszották a környékbeli iskolák kisdiákjainak.
Eközben tudták meg, hogy 1947 nyarán, tízéves szünet után ismét Cserkész Világdzsemborira kerül sor a franciaországi Moissonban. A Cserkészfiúk újság 1947 májusi számában A. Tóth Sándor meghirdette:
„A bábjáték a Jamboreeról sem fog hiányozni. Blattner Géza festőművész és nemzetközi hírű magyar bábjátékos írja Párizsból: Chef [Fernand] Bouteille [a tábor kommunikációs vezetője] azt üzeni, a magyarok is vigyenek ki bábjátékot. […] Bábjátékos csapatok jelentkezzetek! A Szövetségnek nagy tervei vannak a bábjáték felől.”
Bár a franciák elsősorban néma pantomimre gondoltak, a debreceni cserkészek úgy határoztak, hogy meglévő szöveges bábelőadásukat viszik Franciaországba. Nem tudtak franciául, mégis megtanulták a János vitéz francia műfordítását, amelyet Hankiss János, a Debreceni Tudományegyetem professzora készített Jean le preux címmel. Főként a János vitézt játszó Csernus Istvánnak kellett sokat tanulnia. A szövegtanulásban „nyelvi trénerként” segítségükre volt Hankiss János fia, a 19 éves Elemér, aki a debreceni gyakorló gimnázium 631. Esze Tamás cserkészcsapatának tagja, illetve akkor már a Pázmány Péter Tudományegyetem első éves francia-angol szakos hallgatója volt. Egyúttal ő játszotta a boszorkány szerepét is. Ugyanakkor a debreceni városi tanács és mások anyagi támogatásával egy új, hordozható, ponyvasátras színpadot építettek, amely alsó és felső csúszdáival lehetővé tette a nyílt színi díszletváltásokat.
A francia változatot a hárshegyi cserkészparkban tartott dzsembori-próbatáborban mutatták be 1947 pünkösdjén (május 23-26). Előadásukat pár nap múlva magyarul is megismételték a Magyar Szabadszínjátszók Országos Szövetsége és a Magyar Cserkészfiúk Szövetsége által rendezett első országos bábjátékos kongresszus 200 résztvevője előtt. „Az ország legjobb művészi bábjátszói sok értékes tanáccsal láttak el bennünket” – emlékezett Vízvári László.
Végül 1947 nyarán Vízvári László vezetésével hat cserkész utazhatott Franciaországba a debreceni piarista gimnáziumból. Öten a VI. (mai számozás szerint 10.) gimnáziumi osztályba jártak (Csernus István, valamint Bäcker László, Gömöri András, Morvai Ottó és Seicher Gusztáv), a négy évvel fiatalabb, 12 éves Seicher János pedig az általános iskola VI. osztályának diákja volt. A bábos csapat hetedik tagja Hankiss Elemér volt. Az előadások egy barakksátorban folytak, amely egyik végében mozinak, a másikban a bábszínpadnak volt berendezve.
„Napi két előadásban kellett játszanunk a nemzetközi társaság előtt s a bábjáték annyira népszerű volt, hogy a jamboree vége felé önkényesen be kellett zárnunk színházunkat, hogy kicsit szétnézhessünk mi is. […] A hallgatók kitűnően megértették a szöveget a kissé debreceni ízű francia kiejtés dacára. Átlagos vélemény szerint a mi bábjátékunk volt a táborban a legjobb, különösen a mozgatási technikánk jelentett számukra újszerű megoldást”
Vízvári László számára a bábjáték szempontjából is maradandó emlékűnek bizonyult a dzsembori. „Itt, a Dzsemborin láttam először zsinóros bábtechnikát Jacques Chesnais francia bábtörténész és felesége előadásában, akik bravúros műsort mutattak be ezzel a műfajjal.” „Ez az élmény az egész életemet meghatározta. […] Chesnais marionettfigurái elszabadították a fantáziámat.” Itt találkozott először Blattner Gézával is, aki más bábosokkal együtt megnézte a debreceni cserkészek előadását, és meghívták őket a saját bábszínházaikba. „És amikor […] a híres párizsi bábművész, George Lafaye lakásán új csodáit láthattuk ennek a műfajnak, akkor döbbentünk rá, hogy amit mi szórakozásnak, játéknak hittünk, milyen komoly műfaj, és milyen kimeríthetetlen lehetőségeket hordoz magában.”
A debreceni cserkészek is nagy hatást tettek Blattner Gézára. Vízvári Lászlónak 1947. augusztus 30-án írt levelében fölajánlotta, hogy kivitelezzék Fájdalomkút című művét, „aminek légköre teljesen az Alföld (egy kicsit visszasírása a gyerekéveim boldog gondtalanságának)”, amelyhez havonként küldené a terveket és a munkaprogramot. Erre ugyan nem került sor, de az 1947/1948. tanévben a bábcsoport folytatta munkáját, számos további előadáson játszották mind a János vitézt, mind a Rózsa és Ibolyát. Az 1948 nyarán, Felnémet mellett tartott cserkésztáborban pedig úgy biztosították a tábor élelmezését, hogy minden este látványos és szórakoztató, zenés, táncos, árnyjátékos tábortüzet adtak a helyieknek, akik „belépődíjként” élelmiszert hoztak.
Vízvári László azt remélte, hogy ezt a munkát az egyházi iskolák 1948. évi államosítása és a cserkészet betiltása után is folytathatja. 1948 nyarán beadványt készített Sík Sándor piarista tartományfőnöknek:
Abban az új életformában, melybe kényszerültünk […] kalazanciusi szenvedélyünk gyakorlatának egyik járható útja a bábjáték. A mi kezünkben lehetőség arra, hogy kapcsolatban maradjunk az ifjúsággal, és egy eszköz arra, hogy […] a katolikus, krisztusi eszmék számára hódítsuk meg őket. Hogy világnézeti alakítás számára is milyen nagyszerű eszköz, arra bizonyíték a […] bábszínházak nagy száma (Debrecen 10, legújabban 8000 Ft-os költséggel) […] Úttörő propaganda, politikai tendencia. Miért ne képviselnők mi a mi világnézetünket ezen a hangon is, melyet oly szívesen hallgatnak a gyerekek? […] Gyermekeket Istenhez vezetni kalazanciusi hivatás. Aki ezt az utat járja, legteljesebben piarista hivatását ma korszerűen gyakorolja, akkor is, amikor az első kezet kifaragja, akkori is, amikor a színpadon mókázik. Istenért és a gyerekekért még a komédiás szerepét is szívesen lehet vállalni.
A megvalósításra azonban végül nem nyílt módja, mivel sok más piarista rendtársához hasonlóan neki is a rendháztól és a diákoktól távol kellett lelkipásztori munkát vállalnia.

### Endrődön (1948–1951)
Így került káplánként a váradi egyházmegyéhez tartozó, Békés megyei Endrődre (amely később, 1982-ben egyesült a szomszédos Gyomával), a „szentéletű” Libor István plébános mellé, aki csizmában, kerékpáron járt a filiákba. Vízvári Lászlón kívül Szakács János domonkos és Matula Mihály kapucinus voltak a káplánjai. Az állami általános iskolában tanított hittant, ahol a kommunista igazgató mikrofont szereltetett a tanterembe, hogy a hittanórán elhangzottakat lehallgassa és a következő államvédelmi órán megcáfolhassa. Később koholt vádak alapján kitiltotta Vízvárit az iskolából. Amikor nyáron segített aratni a helyi állatorvosnak, a Viharsarok című baloldali újság „Aratni ment, és konkolyt hintett” címmel jelentetett meg vezércikket.
Magával vitte Endrődre debreceni műhelyét és a bábszínházat, amelyet a plébánián állított fel, és hamarosan ott is bábjátékot rendezett. 1948 novemberében a kis ministránsfiúkkal több alkalommal is előadták a János vitézt, hogy így gyűjtsenek pénzt a torony újjáépítésére. Egy év múlva azonban be kellett fejezni az előadásokat, mert az „iskola igazgatójának nem volt szimpatikus, hogy a gyerekek nagy tömegben jöttek be a plébániára. A színház összecsomagolva pihent, majd 1951-ben Budapestre került.”
Amikor Endrődön sor került a templomtorony újjáépítésére, a torony süvegének aranyozó festésére már nem jutott pénz. Ezért azt Vízvári László végezte el, egy szál kötélen lógva, overallban, micisapkában. Nagy látványosság volt, az iskolából kijövő gyerekek integettek neki, a tériszonyos kántor pedig elájult a látványtól. „Endrődi káplánságom alatt nemcsak beletörtem, de meg is szerettem a lelkipásztorkodást és a prédikálást” – emlékezett vissza.

### Budapesten (1951–1980)
Közben 1950-ben a piarista rend visszakapta és újraindította két iskoláját, így 1951-ben Sík Sándor tartományfőnök Vízvári Lászlót visszahívta a „rendi keretbe”, hogy a budapesti piarista gimnázium tanára legyen. Első ottani éveiben a tanári kar legfiatalabb tagja volt, és azzal is kitűnt rendtársai közül, hogy míg azok „egytől egyik maximalisták voltak: a nehéz idők nyomása alatt különös teljesítményekre késztették tanítványaikat”, főként a természettudományos tárgyakban, addig Vízvári tanár úr „inkább azon volt, hogy ügyesen megtanítsa őket arra, hogy a vizsgákhoz szükséges tudást, egyszerű, okos módszerekkel megszerezzék” – írta róla Jelenits István. Szaktárgyai közül főként biológiát, és ritkábban földrajzot tanított, de ezekkel egyenlő értékűnek tartotta, hogy diákjai általános műveltséget szerezzenek. Óráin műveltségi tesztekkel (pl. latin mondásokkal) is érdemjegyeket lehetett szerezni, és előfordult, hogy egy tanítási óra azzal telt, hogy pantomim formában előadta a Csoda Milánóban című film történetét. Balogh Ferenc igazgató is hamar felismerte gyakorlatiasságát, és – a közoktatási rendszer változó igényeit követve – egy sor gyakorlati tantárgyat is rábízott, amelyek – saját bevallása szerint – közelebb álltak érdeklődéséhez. 1952 és 1956 között, a hidegháborús hangulatban légoltalmi ismereteket kellett tanítania, 1954 és 1956 között pedig rendkívüli tárgyként műszaki rajzot.
A gimnázium 1950. évi újraindulása után a rajztanítás nem volt része a gimnáziumi általános tantervnek, így a pesti piaristáknál sem működött hivatásos rajztanár. Amikor 1961-ben be kellett vezetni a gimnázium I. évfolyamán az „ipari rajzot”, az igazgató az iskola államosítás előtti művésztanárát, az akkor már 70 éves Huber Istvánt hívta vissza. Három évi tanítás után Huber végleg nyugalomba vonult, de ezalatt Vízvári László is sok mindent eltanult tőle, és 1964-től ő vette át az ipari rajz tanítását. Ettől fogva – régi vágyát valóra váltva – az I. és IV. osztályokban egészen nyugalomba vonulásáig folyamatosan tanított rajzot és ahhoz kapcsolódó tárgyakat, különböző neveken: ipari rajz (1964–1966), rajz (1966–1980), műszaki rajz (1968–1971), műalkotások elemzése (1973–1975). Ennek során is érvényesült gyakorlatias beállítottsága, és a művészet iránti érdeklődése, mert ezekről sokat és szívesen mesélt tanítványainak. A műszaki rajzot 1962–1977 között választható gyakorlati foglalkozásként is oktatta, 1967–1973 között pedig rajszakkört vezetett a műszaki egyetemekre készülők számára, hogy gyakorolhassák a felvételi vizsgán megkövetelt perspektivikus és vetületi ábrázolásmódokat.
Az akkori budapesti gimnázium életének meghatározó színhelye volt az „ifjúsági műhely”. A cserkészcsapatnak már az 1920-as években saját műhelye volt, amely délutánonként a fiúk rendelkezésére állt. Ott készültek például a vízitúrázásra szánt hajók (kajakok, ladikok) és a cserkészotthon berendezési tárgyai, majd a világháború után ott pótolták az iskola elpusztult bútorait is. A műhelyt 1950-ben Vízvári László rendtársa, Kovács Mihály (fizikatanár) szervezte újra. Ott készítették például azokat a ládákat, amelyek 1953-ban az iskola kényszerű költözködéséhez voltak szükségesek. A műhely a költözés után, a Mikszáth téren is működött, de ekkortól vezetését Kovács Mihály Vízvári Lászlóval osztotta meg, aki azt 1954-től szinte teljesen az általa vezetett bábszakkör szolgálatába állította, „az egyéb munkák, hely híján, a kevésbé alkalmas szertári helyiségekbe és az iskola folyosóira szorultak”. 1959-ben, miután a bábcsoport műhelye a Csalogány utcába költözött, Szemenyei László és Havas József szervezték újra a műhelyt, sőt lehetővé tették, hogy a diákok akár szakmai előképzésen vehessenek részt, és egyes szakmákból minősítő vizsgát tegyenek. Ennek keretében Vízvári László 1962 és 1968 között géplakatos ismereteket is tanított.
Osztályfőnökként Budapesten négy osztályt vezetett el az érettségiig (1954, 1965, 1969, 1975). Tanári munkáját az 1979/1980. tanév végén fejezte be, amikor saját kérésére, hallásának megromlása miatt Varga László tartományfőnök nyugállományba helyezte.

## Bábművész

### Az Aurora Művészegyüttes (1954–1962)
A tanítás mellett Vízvári László hamarosan Budapesten is folytatta a bábjátékot. Családi kapcsolatai révén megismerkedett Koós Iván festőművésszel, aki akkoriban a Műegyetemen tanított rajzot, valamint Balogh Beatrix iparművésszel. A Koós család a budai Széll Kálmán (akkor Moszkva) téren élt, ahol gyakran nagy művésztársaság jött össze, köztük rokonuk, Hamvas Béla író is. 1954 májusában együtt nézték meg a prágai Josef Skupa Magyarországon vendégszereplő bábszínházának előadását, és elhatározták, hogy marionettszínházat csinálnak. Megalakították tehát az Aurora Művészegyüttest, amely kezdetben a piarista gimnázium bábszakköreként működött. Ott voltak első előadásaik is. 1958-ban az Engels téri Kultúrotthonban, majd 1960-tól a IX. kerületi tanács Ráday utcai művelődési otthonának pincéjében kaptak próba- és játszóhelyet. Addig marionett-, kézibáb-, árnyjáték- és pantomim- előadásaik is voltak, de mivel a Ráday utcában épített új színpad kizárólag a bábjátékot szolgálta, Balogh Beatrix és mások, akik ragaszkodtak a pantomimhez, kiváltak az együttesből. 1962-ben az Aurora hivatalosan is megszűnt.

### Az Astra Bábegyüttes (1962–2003)
Az Aurora Művészegyüttes tagjainak egy része 1962-től Vízvári László vezetésével Astra néven folytatta a bábjátékot. Az együttes fenntartója 1966-tól a kispesti Ifjú Gárda Művelődési Otthon, 1967-től pedig a pesterzsébeti Csili Művelődési Ház volt. Legjelentősebb előadásaikat Koós Iván és Ősz Szabó Antónia tervezték. 1968-tól országos ismertségre tettek szert, és előadásaikkal, amelyek a rövidpálcás marionett, a kézibáb és az árnyjáték technikákat alkalmazták, külföldre (Svájc, Franciaország, Belgium, Németország, Ausztria) is eljutottak. 1994-től az együttes elsősorban bibliai témájú darabokat játszott.

### Báboktató
Vízvári László az Aurora és az Astra együttesek vezetőjeként is fontos feladatának tartotta a bábjáték tudományának oktatását, átadását. A közel öt évtized alatt nagyjából 280-an voltak hosszabb-rövidebb ideig tagjai az együttesnek, és tucatnyian közülük hivatásos bábjátékosok bábszínészek, vagy más bábcsoportok vezetői lettek (Koós Iván, Urbán Gyula, Hollós László, Gruber Hugó, Csepely Péter, Kós Lajos, Kovács Klára). „Több nemzedék járta már ki Vízvári László bábos iskoláját, ahol főleg az áldozatvállalás, a művészetszeretet, a közösség iránti elkötelezettség tantárgyait tanulta, s többségében jelesen vizsgázott is belőlük“ – mondta 1979-ben Szilágyi Dezső 
Az oktatás fő helyszíne, Vízvári László igazi terepe az 1959-ben megkapott Csalogány műhely volt. „A legegyszerűbb szögezéstől, csavarozástól az esztergáláson keresztül, fűrészelésen át mindenhez értett, és mindent el tudott magyarázni. Mindent. Tisztán, világosan, érthetően. S nemcsak beszélt, hanem mutatta is. Kezében életre keltek a szerszámok, engedelmeskedtek neki, az ő akarata szerint alakították az anyagot, építettek a semmiből valamit, leheltek életet az élettelenbe” – emlékezett Hollós János. Később arra is módja nyílott, hogy tágabb szakmai körben, tanfolyamokon, előadásokon terjessze az általa elsajátított és kifejlesztett technikákat. 1971 és 1974 között az Országos Oktatástechnikai Központ felkérésére Koós Ivánnal és Óhidy Lehellel 150 képből álló diasorozatot készítettek a különféle bábtípusok készítéséről a bábszakkörvezető-képző tanfolyamok számára. Ezt a Magyar Diafilmkészítő Vállalat gyártotta.
Rendszeresen tartott előadásokat tanárok és népművelők számára olyan témákról, mint „A bábjáték és az ifjú“ (Fáklya Klub, 1975. május 5.), „Bábtervezés az elsős rajztanításban” (Budapesti Pedagógiai Intézet, 1979. február 15.) Az árnyjátékról szóló egyik előadását látta Maria Signorelli olasz bábjátékos is. Ajánlására Vízvári Lászlót 1975 és 1976 áprilisában is meghívták Milánóba, hogy a MIFED (Mercato Internationale del Film e documentario) nemzetközi vásár során előadást tartson a magyarországi bábjáték helyzetéről, illetve filmezéssel való kapcsolatáról. Amikor a Népművelési Intézet szervezésében az 1980-as évek elején bábcsoportvezető-képző tanfolyamok indultak, annak is állandó tanárává vált. Az árnyjáték technikáját, illetve a marionett mozgatását tanította. Az általa kifejlesztett árnyjáték-technika is nemzetközi figyelmet kapott. 1982 novemberében például Bródy Verával együtt tartott róla gyakorlati képzést Párizsban, az ADAC (Association pour le Développement de l’Animation Culturelle) szervezésében, színházi és bábos szakemberek számára.

## Ezermester
Mind az iskolai műhelyben, mind a bábműhelyben Vízvári László számos tárgyat készített, részben piaristák, részben színházi és televíziós produkciók számára. 1956 tavaszán barátja, Koós Iván terve szerint alkották meg a budapesti piarista kápolna üvegablakainak dekorációját, amelyek a nyolc boldogságot ábrázolták. Ezek azonban az ablakokkal 1956 novemberében elpusztultak. További munkái a budapesti piaristák számára:
- piarista címer iskolai ünnepségekhez (1959)[49]
- örökmécses a kápolnába (1966)[50]
- kápolnai szószék fém díszítései, könyvtartója (1967)[51]
- kereszt és piarista címer a tornaterembe (1982)[52]
- szentsír a kápolnába (1956, 1982)[53]

- színpadi dekoráció a Szent István ünnepséghez (1971)[54]
- Szent László hermájának felnagyított másolata iskolai ünnepséghez (1977)[55]
- Pirrotti Szent Pompiliusz portréja a Kalazantinum ünnepélyére (1984)[56]
- betlehem a dunaparti piarista kápolnába (1992)[57]
- „Piarista Kollégium” felirat a svábhegyi Cassiciacum kerti kapuja fölé (1998)[58]

Bábkészítői ügyességét sem csak az Aurora és az Astra számára kamatoztatta. Az 1970-es évektől számos alkalommal készített bábokat más produkciók számára. A Magyar Televízióban elsősorban ifjúsági műsorokban (Cimbora, Zsebtévé, stb.) bukkantak föl bábjai. Az Astra tagjaival együtt közreműködött több televíziós bábfilm készítésében, többek között tagjai voltak a Süsü, a sárkány (1976–1984) figuráit mozgató csapatnak. Vízvári László készítette a sorozat 7. részében (1982) szereplő bűvös virágot is. 1975-ben Szilágyi Dezső, a bábszínház igazgatója fölkérésére, Schaár Erzsébet szoborkompozíciói alapján Vízvári László készítette a Csalogány utcai műhelyben a Székhistóriák című előadás díszleteit és figuráit. 1988-ban a bécsi Theater beim Auersperg „Mozart-show” előadásához Markolt György szobrászművésszel Kemény Henrik bábművész és Vízvári László készített bábokat. (Mozgatásukban Illés Sarolta, az Astra együttes tagja is közreműködött.) Az ilyen különmunkák tiszteletdíját általában az Astra saját darabjainak előállítására fordította.

## „Mindig szerettem azt, amit csináltam”
„Szerettem tanítani. Általában mindig szerettem azt, amit csináltam. És amit csináltam, az uralkodóan három területen zajlott: a tanítás, a lelkipásztori munka és a bábjáték” – írta önéletrajzában. A három közül a lelkipásztorkodást Budapesten, vasárnaponta az 1950-es években a Szent István Bazilikában, majd 1959-től a pesthidegkúti templomban végezte, ahol vasárnaponként rendszeresen misézett és prédikált.
De jól érezte magát rendtársai között is. Az 1950-es években többször ő szervezte a budapesti rendház farsangi mulatságait, ahol kamatoztatta gyakorlati ügyességét, és szívesen mutatott be bűvészmutatványokat.
Miután 1980-ban nyugalomba vonult, még több ideje nyílt a bábjátékra. Szinte minden szabadidejét a Csalogány utcai műhelyben töltötte, és rossz szíve ellenére is vállalkozott a turnékra, föllépésekre. Még 80 éves születésnapja és a Fiú születik (1999) bemutatója után is foglalkoztatták új tervek, mint Pápa Relli A lusta kisrigó című mesejátékának színpadra vitele, „ami roppant bájos, madarakkal történő dolog. Hát nem olyan magasröptű, de […] erkölcsi tanulságot magába rejtő valami” – mondta 2001-ben.
Halála váratlanul érkezett, és korábbi szívbetegsége volt az okozója. Barátai 2003. szeptember 19-én ünnepelték 84. születésnapját, majd másnap váratlanul elhunyt. Temetése, 2003. október 7-én történt az Új köztemető „szerzetesi” parcellájában (154. parcella), piarista rendtársai közé.

## Díjak
- Népművelési Intézet nívódíja, 1973 (Don Quijote rendezéséért)
- Szocialista Munkáért kitüntető jelvény, 1979.
- UNIMA-diploma, 1979.
- Blattner-érem, (UNIMA és Pécs városa) 1979, 1989.
- UNIMA dísztagja, 1984.
- 100 éves a pesterzsébeti önkormányzat ezüstérem, 1998.
- UNIMA-diploma, 1999.
- Csokonai Vitéz Mihály alkotói díj (Nemzeti Kulturális Örökség Minisztériuma), 2003. január 22.

## Írásai

### Interjúk, önéletrajzi írások
- ↑ Vízvári 1947: Nemzetközi siker volt a debreceni cserkészek franciaországi szereplése.  Debreczen,   (1947. szeptember 7.)   3. o.
- ↑ Vízvári 1956: Vízvári László:  A budapesti piarista gimnáziumban működő Aurora marionett-színház megindulása.  Piarista Hírek,   (1956. március 31.)
- ↑ Vízvári 1963: Vilcsek Anna:  Színház a pincében: Látogatás az Astra báb-csoportnál.  Magyar Nemzet,   (1963. május 12.)   8. o.
- ↑ Vízvári 1965: Ispánki János:  Szereted Hamupipőkét?  Élet és Irodalom,   (1965. május 22.)   2. o.
- ↑ Vízvári 1972: Gyenes András:  A győztes Astra és társa.  Képes Újság,  3. sz. (1972. január 15.)   8. o.
- ↑ Vízvári 1979a: Vízvári László: Az Astra bábegyüttes története: Visszaemlékezés az együttes fennállásának 25 éves évfordulója alkalmából (kézirat: PMKL, IV.247, Saját kéziratok, 13. – Némileg módosított, rövidített közlése: HCS 2013, 35-40, 97-105.
- ↑ Vízvári 1979b: Vízvári László: A 25 éves Astra jubileumi kiadványa. Bev. Szilágyi Dezső, grafika Kovács Árpád, fotó Szilágyi Mária. Budapest: (kiadó nélkül). 1979.   5–9. o.
- ↑ Vízvári 1985: Reigl Endre:  A SZOT-díjas Astra Bábegyüttes.  Textilmunkás,   (1985. december 5.)
- ↑ Vízvári 1995a:  Vízvári László: Interjú Mészáros Vincénének (kézirat másolata: PMKL, IV.247, Saját kéziratok, 17, n° 1).
- ↑ Vízvári 1995b: P. Horváth Gábor:  Iustum amore: Szerdától szombatig Vízvári Lászlóval.  Esti Hírlap,   (1995. december 16.)   7. o.
- ↑ Vízvári 1996:  Vízvári László: Életrajzom [1996. február 20-án kezdtem el írni] (kézirat: PMKL, IV.247, Saját kéziratok, 17, n° 3). – Közlései: A budapesti piarista gimnázium 1954-ben végzett osztályának tanárairól és tagjairól. Szerk. Székely Tibor. Budapest: (kiadó nélkül). 1999.   11–14. o. ; HCS 2013, 11-15.
- ↑ Vízvári 1999: Molnár Gál Péter:  Vízvári, a bűbájos bábos.  Népszabadság,   (1999. szeptember 18.)   32. o.
- ↑ Vízvári 2001: Vízvári László, Életútinterjú, készítette Keller Márkus, 2001 (Veritas Oral History Archívum, 752).
- ↑ Vízvári 2003: Kemenes László:  Hajnaltól a csillagokig: Interjú Vízvári László piarista tanárral.  Piarista Diák,  44. sz. (2003. március)   11–13. o.. – Rövidített közlés: HCS 2013, 35-40, 172.

### Bábjáték-módszertani írások
- Vízvári László: Játsszunk marionettet!. In  Fiúk-lányok könyve. Budapest: Móra. 1976.   271–276. o.
- Vízvári László: Újszerű árnyjátékhatások. In  Kós Lajos: A bábszínház technikája (Szcenika), V: Az árnyjáték technikája. Budapest: Népművelési Propaganda Iroda. 1977.   66–69. o. = Bábjátékos oktatás, Szcenika,
- Vízvári László:  Újszerű árnyjáték hatások.  Színháztechnikai Fórum,  IX. évf.  1. sz. (1982. március)   24–25. o.
- Vízvári László: Az árnyjáték technikájáról. In  Karagöz az árnyszínpadon. Sorozatszerk. Híves Lajos. Budapest: Múzsák. 1983.   55–70. o. = Bábjátékosok kiskönyvtára,  83.